# 湖国バス
湖国バス株式会社（ここくバス）は、滋賀県湖北地方で乗合バス事業と貸切バス事業を運営する陸運業者。近江鉄道の子会社である。1987年（昭和62年）12月に営業開始。主に彦根市と犬上郡多賀町をエリアとし、廃止代替バスやコミュニティバスを運行している。
2021年（令和3年）3月27日から彦根営業所の路線バスとコミュニティバスにおいて「ICOCA」などの全国相互利用サービスに対応した交通系ICカードが利用可能となっている。なお、PiTaPa交通利用エリアではないため、PiTaPaカードで乗車した場合には他の交通系ICカードと同様、プリペイド方式での利用になる。

## 沿革
- 1986年（昭和61年）10月15日：会社設立[1]。
- 1987年（昭和62年）12月24日：一般貸切旅客自動車運送事業を開始[1]。
- 1988年（昭和63年）2月1日：東浅井郡浅井町、坂田郡近江町、神崎郡永源寺町（いずれも当時）7路線の代替バスの運行を近江鉄道から移譲[1]。これ以降、滋賀県内の代替バスの運行を開始する。
- 1999年（平成11年）
  - 4月11日：一般乗合旅客自動車運送事業を開始[1]。
  - 11月2日：近江鉄道の貸切名古屋支社（愛知県名古屋市）の事業を譲受（湖国バスは名古屋営業所、2006年2月28日に廃止）[1]。
- 2004年（平成16年）1月1日：大津営業所を近江鉄道へ移譲[1]。
- 2013年（平成25年）4月1日：近江鉄道の「ご城下巡回バス」の運行を湖国バスへ移行[1][8]。
- 2021年（令和3年）3月27日：彦根営業所の路線バス・コミュニティバスにおいて交通系ICカード全国相互利用サービスを開始[5]。
- 2023年（令和5年）3月25日：長浜営業所の一部路線（米原市内を起終点とする6路線）において交通系ICカード全国相互利用サービスを開始[9]。

## 営業所
- 本社 - 滋賀県彦根市駅東町15番1号
  - 旧住所は彦根市古沢町181番地[10]だったが、2017年に彦根市の彦根駅東土地区画整理事業により変更となっている[11]。
- 彦根営業所 - 滋賀県彦根市野口町333番地3[10]
- 長浜営業所 - 滋賀県長浜市西上坂町128[10]
  - 滋賀県長浜市神照町931番地より移転

## 現行路線
ここでは「観光路線」と「一般路線」に分けて記載する。なお、「観光路線」は季節運行路線として扱われる。

### 彦根営業所

#### 観光路線

##### 彦根ご城下巡回バス
- 102系統
  - 彦根駅 → 市役所前 → いろは松 → 彦根城 → 夢京橋キャッスルロード → 四番町スクエア → 銀座街 → 京町 → 彦根駅

備考
片回り循環路線であるが、6月と冬期（12月中旬から翌年3月中旬）は全便運休となる。他の月は土曜・休日のみ運行するが、多客期は平日に臨時運行を行う日がある。
専属車（日産ディーゼル・スペースランナーJP（PK-JP360NAN））が1台在籍しており、彦根城を眺める座席（愛称：「キャッスルビューシート」）が設けられている。ちなみに、2017年10月までは、いすゞ自動車製（BXD30、1966年式）のボンネットバス（ひこにゃんラッピング）が同巡回バスの専属車として使用された。

#### 一般路線

##### 城北･大藪線
- 21系統
  - 彦根駅 - 市役所前 - 彦根市立図書館前 - 彦根グリーンハイツ - 近江高校前 - 視覚障害者センター - 馬場郵便局前 - カインズモール彦根 - 長曽根 - 大藪 - 八坂北口 - 市立病院前
- 22系統
  - 彦根駅 - 京町 - 銀座街 - 四番町スクエア - 城西小学校前 - 長曽根 - 大藪 - 八坂北口 - 市立病院前
- 23系統
  - 彦根駅 ← 京町 ← 銀座街 ← 四番町スクエア ← 城西小学校前 ← 長曽根 ← 大藪 ← 八坂北口 ← 市立病院前 ← 松田団地 ← 開出今 ← 蔵の町団地 ← 県立大学南口 ← 八坂 ← 須越 ← 三津屋

##### 三津屋線
- 5系統
  - 彦根駅 - 京町 - 銀座街 - 四番町スクエア - パリヤ前 - ベルロード平田 - 松田団地南 - 文化プラザ口 - 開出今 - 蔵の町団地 - 県立大学南口 - 八坂 - 須越 - 三津屋
- 6系統
  - 彦根駅 → 京町 → 銀座街 → 四番町スクエア → パリヤ前 → ベルロード平田 → 松田団地 → 開出今団地 → くすのきセンター前 → 市立病院前 → くすのきセンター前 → 開出今団地 → 松田団地 → 松田団地南 → 文化プラザ口 → 開出今 → 蔵の町団地 → 八坂 → 須越 → 三津屋
- 7系統
  - 彦根駅 - 京町 - 銀座街 - 四番町スクエア - パリヤ前 - ベルロード平田 - 松田団地 - 開出今団地 - くすのきセンター前 - 市立病院前 - 八坂北口 - 県立大学 - 八坂 - 須越 - 三津屋
- 8系統
  - 彦根駅 - 京町 - 銀座街 - 四番町スクエア - パリヤ前 - ベルロード平田 - 松田団地 - 開出今団地 - くすのきセンター前 - 八坂北口 - 県立大学 - 八坂 - 須越 - 三津屋
- 9系統
  - 彦根駅 - 京町 - 銀座街 - 四番町スクエア - パリヤ前 - ベルロード平田 - 松田団地 - 開出今団地 - くすのきセンター前 - 八坂北口 - 県立大学
- 10系統
  - 彦根駅 - 京町 - 銀座街 - 四番町スクエア - パリヤ前 - ベルロード平田 - 松田団地 - 開出今団地 - くすのきセンター前 - 市立病院前 - 八坂北口 - 県立大学
- 13系統
  - 彦根駅 - 京町 - 彦根郵便局 - 本町キャッスルロード - 彦根ニュータウン - 金城幼稚園口 - 中地区公民館 - メイプルタウン前 - 開出今団地 - くすのきセンター前 - 市立病院前 - 八坂北口 - 県立大学
- 14系統
  - 彦根駅 - 京町 - 彦根郵便局 - 本町キャッスルロード - 彦根ニュータウン - 金城幼稚園口 - 中地区公民館 - メイプルタウン前 - 開出今団地 - くすのきセンター前 - 市立病院前

##### 平田線
- 34系統
  - 彦根駅 - 京町 - 芹橋 - 保健所前 - 平田 - 県立盲学校前 - 城南小学校前 - 宇尾 - 竹ヶ鼻 - 福満公園口 - 南彦根駅西口
- 35系統
  - 彦根駅 - 京町 - 芹橋 - 保健所前 - 平田 - 岡町会館前 - 岡町 - 印刷局前 - 南彦根駅東口 - 南彦根駅西口

##### 南彦根ベルロード線
- 15系統
  - 彦根駅 - 京町 - 彦根郵便局 - 滋賀大口 - 長曽根口天神前 - カインズモール彦根 - 城西小学校前 - パリヤ前 - ベルロード平田 - 福祉センター - 県立盲学校 - 南彦根駅東口 - ビバシティ

##### 多賀線
- 80系統
  - 彦根駅 - 京町 - 名神彦根口 - びわ湖東部中核工業団地 - エフベーカリー前 - 多賀町役場 - 多賀大社前駅口 - 土田 - 多賀西 - キリンビール前 - スクリーン - ブリヂストン彦根工場 - 高宮大北 - 南彦根駅西口
- 81系統
  - 彦根駅 - 京町 - 名神彦根口 - びわ湖東部中核工業団地 - 多賀町役場前 - 多賀大社前駅口 - 土田 - 多賀西 - キリンビール前 - ブリヂストン彦根工場 - 高宮大北 - 南彦根駅西口
- 82系統
  - 彦根駅 - 京町 - 名神彦根口 - 国道多賀大社 - 多賀町役場前
- 83系統
  - 彦根駅 - 京町 - 名神彦根口 - びわ湖東部中核工業団地 - 多賀町役場前 - 多賀大社前駅 - 多賀尼子 - 多賀西 - キリンビール前 - ブリヂストン彦根工場 - 高宮大北 - 南彦根駅西口
- 84系統
  - 彦根駅 - 京町 - 名神彦根口 - びわ湖東部中核工業団地 - 多賀町役場前
- 85系統
  - 彦根駅 - 京町 - 名神彦根口 - びわ湖東部中核工業団地 - 多賀町役場前 - 多賀大社前駅 - 多賀尼子 - 多賀西 - キリンビール前 - スクリーン - ブリヂストン彦根工場 - 高宮大北 - 南彦根駅西口
- 86系統
  - 彦根駅 - 京町 - 名神彦根口 - びわ湖東部中核工業団地 - エフベーカリー前 - 多賀町役場前
- 87系統
  - 彦根駅 - スクリーン多賀事業所 - 参天製薬前 - 四手公園 - 共栄社化学前
- 88系統
  - 彦根駅 - 京町 - 名神彦根口 - びわ湖東部中核工業団地 - エフベーカリー前 - 多賀町役場前 - 多賀大社前駅口 - 土田 - 多賀西 - キリンビール前 - ブリヂストン彦根工場 - 高宮大北 - 南彦根駅西口
- 89系統
  - 彦根駅 - 京町 - 名神彦根口 - 国道多賀大社 - 多賀町役場前 - 多賀大社前駅口 - 土田 - 多賀西 - キリンビール前 - ブリヂストン彦根工場 - 高宮大北 - 南彦根駅西口
- 42系統
  - 多賀大社前駅 → 多賀尼子 → 多賀西 → キリンビール前 → ブリヂストン彦根工場 → 高宮大北 → 南彦根駅西口

##### 滋賀大学線
- 系統番号なし
  - 彦根駅 - （直行） - 滋賀大学

##### 南彦根県立大学線
- 71系統
  - 南彦根駅西口 - 県立盲学校 - 福祉センター - 松田団地 - 開出今団地 - くすのきセンター前 - 八坂北口 - 県立大学
- 72系統
  - 南彦根駅西口 - 県立盲学校 - 福祉センター - 松田団地 - 開出今団地 - くすのきセンター前 - 市立病院前 - 八坂北口 - 県立大学
- 73系統
  - 南彦根駅西口 - 県立盲学校 - 福祉センター - 松田団地南 - 文化プラザ口 - ひこね市文化プラザ - 開出今団地 - くすのきセンター前 - 八坂北口 - 県立大学
- 74系統
  - 南彦根駅西口 - （直行） - 県立大学

##### 甲良線
- 61系統
  - 河瀬駅東口 - 河瀬口 - 北河瀬 - 国道河瀬 - 湖国バス彦根営業所 - 出町 - 尼子駅 - 尼子農協前 - 尼子 - 甲良町役場 - 横関 - 学校前（甲良町） - 金屋 - 養護学校前 - 正楽寺口 - 楢崎 - 富之尾大橋 - 富之尾

備考
かつては萱原線として「萱原」まで運行していたが、2019年3月末をもって［富之尾 - 萱原］間が廃止され、路線名は「甲良線」に改称された。

### 長浜営業所

#### 観光路線

##### 伊吹山登山バス
登山コース
- 米原駅東口（ ← ジョイ伊吹） - 伊吹登山口
- 米原駅東口 ← ジョイ伊吹

ハイキングコース
- 米原駅東口（ ← ジョイ伊吹） - スカイテラス伊吹山
- 米原駅東口 ← ジョイ伊吹

備考
季節運行路線。上記の運行区間は2023年運行時のものである。
「米原駅東口」発は午前に1便ずつ、「伊吹登山口」発と「スカイテラス伊吹山」発は午後に1便ずつ、「ジョイ伊吹」発は午後に各コース1便ずつそれぞれ運行するが、上記以外の停留所はすべて通過する。なお、運行する年は春・夏・秋の各シーズンに分けて臨時運行するが、その期間は年によって異なる。
姉妹路線として「伊吹山星空観光バス」の設定もある（夏季のみ運行するが、バスの運行区間および期間は年によって異なる）。

#### 一般路線

##### 米原多和田線
- ［快速］米原駅東口 - 米原高校口 - （さくらが丘 → ）（この間無停車） - 息長（）小学校 - 多和田
- ［各停］米原駅東口 - 中多良 - 近江高等技術専門校 - 多良口 - 坂田駅 - 近江市民自治センター - 双葉中学校 - ふくしあ - 息長小学校 - 多和田 - ローザンベリー多和田
- ［各停］米原駅東口 - 中多良 - 近江高等技術専門校 - 多良口 - 坂田駅 - 近江市民自治センター - 双葉中学校 - ふくしあ - 息長小学校 - 多和田
- ［各停］米原駅東口 ← 米原高校口 ← さくらが丘 ← 岩脇 ← 多良口 ← 坂田駅 ← 近江市民自治センター ← 双葉中学校 ← ふくしあ ← 息長小学校 ← 多和田

備考
系統の［快速］および［各停］は便宜上の表記。快速系統は平日のみ運行。
「米原高校口」経由は平日のみ運行するが、朝の1往復は快速系統として運行する。
全便のうち、3往復（平日は朝の快速系統も含む）は「多和田」を始終着とするが、ローザンベリー多和田でナイターイベント（イルミネーションなど）を開催する日は、イベント期間中の土曜・日曜・祝日の夜に運行する便のみ［多和田 - ローザンベリー多和田］間を延長運行する。

##### 米原工業団地線
- 米原駅東口 - 米原高校口 - 米原高校 - 番場 - 米原工業団地口 - アイリスオーヤマ前 - アストラゼネカ - 東レ・カーボンマジック前

備考
旧称は「醒ヶ井養鱒場線」だった。2022年10月1日のダイヤ改正で「米原駅西口」・「米原市地域福祉センター」の各停留所と、同線に設けられていたフリー乗降エリアが廃止された。

##### 梓河内線
- 近江長岡駅 - 村木 - 大野木西 - 大野木東 - 石丸 - 須川 - 小野清水町 - 柏原 - 柏原小学校前 - 長沢 - 梓河内

##### 長岡登山口線
- 近江長岡駅 - 村木 - 杉沢 - 高番 - ジョイ伊吹 - ケアセンター - 県立伊吹運動場  - 伊吹庁舎前 - 上野口 - （伊吹小学校 → ） 伊吹登山口

備考
「伊吹小学校」は伊吹登山口行きのみ停車する。なお、曲谷線が廃止となる前は一部の便が直通していた。

##### 木之本田村線
- 田村駅 - 田村 - 戌亥口 - 市立長浜病院 - 長浜北高校前 - 高田 - 長浜駅 - 高田 - 中山 - 北新町 - 虎姫南 - 国道虎姫 - 速水 - 国道八日市 - 宇根 - 日電高月工場 - 高月 - 高月支所前 - 廣瀬西口 - 木之本口 - 木之本バスターミナル - 湖北病院

備考
2022年9月30日まで運行していた「木之本米原線」の運行区間を短縮して誕生した路線であり、同年10月1日から運行を開始した。しかし、［坂田駅 - 田村駅］間はこの改正で路線バスの運行自体が廃止されたため、同区間を乗車する場合は「まいちゃん号」というエリアタクシー（米原市コミュニティバスのデマンドタクシー路線）への乗り継ぎが発生することとなった。なお、「まいちゃん号」はこの改正に併せて、「田村駅」停留所を新設している（「まいちゃん号」に関する案内は「まいちゃん号の運行について」を参照）。
「木之本田村線」には区間運行となる便がいくつか混在する。区間運行となる便の経路は下記を参照。
区間運行
1. ［田村駅 - 木之本バスターミナル］
2. ［田村駅 ← 高月支所前］
3. ［田村駅 - 長浜駅］
4. ［市立長浜病院 - 湖北病院］
5. ［市立長浜病院 - 木之本バスターミナル］
6. ［長浜駅 - 木之本バスターミナル］

##### 伊吹登山口線
- 市立長浜病院 - 高田 - 長浜駅 - 高田 - 中山 - 長浜警察署前 - イオン長浜店 - 東上坂口 - 野村橋 - 今荘橋 - 板戸 - 坂口 - 高番 - ジョイ伊吹口 - 伊吹庁舎前 - （伊吹小学校 → ） 伊吹登山口

備考
土曜・日曜・祝日は［市立長浜病院 - 高田 - 長浜駅］間が運休となる。この路線の［今荘橋 - 高番］間は松尾芭蕉が通った脇往還とされている。

##### 浅井線
- 市立長浜病院 - 八幡泉町 - 高田 - 長浜駅 - 高田 - 中山 - 泉町 - （キャノン北門 - ）長浜養護学校 - 浅井支所前 （→ 高山線）

備考
一部の便は高山線に直通。なお、土曜・日曜・祝日は［長浜市立病院 - 高田 - 長浜駅］間が運休となる。また、「キャノン北門」は平日に1便のみ停車する。

##### びわ虎姫線
- 市立長浜病院 - 八幡泉町 - 高田 - 長浜駅 - 高田 - 中山 - 長浜郵便局前 - びわ支所前 - 虎姫南 - 浅井支所前 （→ 高山線）

備考
一部の便は高山線に直通。なお、土曜・日曜・祝日は［長浜市立病院 - 高田 - 長浜駅］間が運休となる。

##### 高山線
- （浅井線またはびわ虎姫線 ←） 浅井支所前 - 鍛冶屋 - 近江高山 - 健康パーク浅井

備考
一部の便は浅井線又はびわ虎姫線に直通。

##### 近江長岡線
- 長浜駅 - 高田 - （市立長浜病院 - ）宮司北 - 七条西 - 七条 - 七条東 - 石田 - 伊吹高校 - 市場 - 本市場 - 三友エレクトリック前 - グリーンパーク山東 - 三島池 - 加勢野 - 山東学びあいステーション - ルッチプラザ - 米原市役所山東支所 - 近江長岡駅

備考
「市立長浜病院」は朝から夕方のみ経由（一部を除く）。
2023年9月末までは「ルッチプラザ」を経由しない便も混在したが、同年10月1日のダイヤ改正後は全便が経由する。同改正に併せて、山東エリアで停留所の名称変更（一部のみ）や経路の見直しが行われた。

##### 長浜市内循環線
- 長浜駅 - 高田 - （長浜赤十字病院 - ）長浜北星高校前 - 市立長浜病院 - 宮司南 - 七条西 - 七条 - 七条東 - 石田 - 東上坂口 - イオン長浜店 -  西友長浜楽市 - （長浜赤十字病院 - ）高田 - 長浜駅

備考
→方向が南回り、←方向が北回り。
「長浜赤十字病院」は開設時間帯に同停留所を経由する便のみ停車（早朝・夜間は通過）。

##### 金居原線
- 長浜伊香ツインアリーナ - 湖北病院 - 木ノ本駅 - 木之本バスターミナル - 木之本口 - 廣瀬西口 - 尾山 - 井明神 - 杉野 - 杉野学校前 - 金居原口 - 金居原中 - 金居原

##### 深坂線
- 木ノ本駅 - 木之本バスターミナル - 湖北病院 - 長浜伊香ツインアリーナ - 賤ヶ岳口 - 大音 - 近江山梨子 - 飯の浦 - 塩津浜 - 道の駅あぢかまの里 - 塩津北口 -野坂口 - 塩津小学校前 - 塩津駅前 - 集福寺 - 沓掛 - 近江鶴ケ丘 - 新道野

備考
終点の「新道野」のみ、福井県敦賀市に所在（県境から約150 m）。区間運行は［木ノ本駅 - 道の駅あぢかまの里］間と［道の駅あぢかまの里 - 新道野］間の2路線が設定されている。

## 廃止路線

### 観光路線（廃止）
彦根ご城下巡回バス
- 101系統
  - 彦根駅 → 市役所前 → 龍潭寺 → いろは松 → 彦根城 → 夢京橋キャッスルロード → 四番町スクエア → 銀座街 → 京町 → 彦根駅

備考
龍潭寺経由は1日2便（午前・午後に各1便ずつ）のみ運行したが、2023年4月1日のダイヤ改正で廃止となった。

### 一般路線（廃止）
路線の管理事業者を変更した路線
- 深坂線（近江鉄道（近江バス）が運行していた。一部において国鉄バスと重複する（国鉄バスは旧柳ヶ瀬線経由））
  - 新道野 - 市橋 - 敦賀駅 - 敦賀港

備考
2002年4月に深坂線の敦賀市域区間を 敦賀市コミュニティバスに移管。終着の「敦賀港」停留所は、近江トラベルがオーミマリンの名称で運航していた水島行き船舶（夏季のみ）の発着場。
- 総合運動公園線
  - 近江今津駅 - 今津支所前 - 弘川 - 運動公園 - （箱館山 - ）平ケ崎 - 南深清水 - 北深清水 - 構口 - 弘川 - 今津支所前 - 近江今津駅
  - 近江今津駅 - 今津支所前 - 弘川 - 運動公園 - （箱館山 - ）平ケ崎 - 南深清水 - （近江中庄駅 - ）北深清水 - 構口 - 弘川 - カームタウン - 近江今津駅

備考
→方向が南回り、←方向が北回り。（循環路線であるが両方向の経路はまったく同じなので、ここでは「-」と表記）
高島市コミュニティバスへ移管。「近江中庄駅」は1日1往復のみ経由。
- 国境線
  - 近江中庄駅 - マキノ病院前 - （マキノピックランド - ）マキノ支所前 - マキノ駅 - 海津3区 - 小荒路 - 国境（）
  - 近江中庄駅 ← 下知内 ← マキノ支所前 ← マキノ駅 ← 海津3区 ← 小荒路 ← 国境
  - マキノ駅 → マキノ支所前 → マキノ高原民宿村 → 小荒路 → 国境

備考
高島市コミュニティバスへ移管。「マキノピックランド」は土曜・休日の一部のみ、「マキノ高原民宿村」は平日1便のみ経由。
- マキノ高原線
  - マキノ駅 - 海津 - 小荒路 - （マキノ白谷温泉 - ）マキノ高原民宿村 - （マキノ高原温泉さらさ - ）マキノピックランド - マキノ支所前 - マキノ駅

備考
高島市コミュニティバスへ移管。「マキノ白谷温泉」と「マキノ高原温泉さらさ」を通過する便があった。
- 菅浦線
  - 木ノ本駅 - 木ノ本バスターミナル - 湖北病院 - 塩津北口 - 堂前 - 山門 - 永原駅 - 近江大浦 - 菅浦

備考
2019年3月末廃止。西浅井コミュニティバスへ移管。
- 曲谷線
  - （長岡登山口線 ←） ジョイ伊吹 - 伊吹庁舎前 - 伊吹登山口 - 吉槻 - 曲谷 - 甲津原

備考
2020年9月末廃止、米原市コミュニティバス（まいちゃんバス）へ移管。一部の便は長岡登山口線と直通していた。
系統番号がある路線
- 旭森循環線
  - 21系統
    - 彦根駅 - 大平団地 - 旭森小学校 - 彦根口駅 - 南彦根駅東口 - 南彦根駅西口 - 平田 - 彦根駅

  - 22系統
    - 彦根駅 - 大平団地 - 高宮北口 - 南彦根駅東口 - 南彦根駅西口 - 平田 - 彦根駅

備考
2019年3月末廃止。
- 河瀬線
  - 34系統
    - 彦根駅 - 京町 - 芹橋 - 保健所前 - 平田 - 南彦根駅西口 - 彦根南ニュータウン - 甘呂 - 河瀬駅西口

  - 36系統
    - 彦根駅 - 京町 - 芹橋 - 保健所前 - 平田 - 南彦根駅西口 - 彦根南ニュータウン - 日夏ニュータウン中央 - 河瀬駅西口

備考
2019年3月末、［南彦根駅 - 河瀬駅西口］間を廃止。これに併せて、［彦根駅 - 平田 - 南彦根駅西口］間を結ぶ路線名は「平田線」に改称された。
- 大君ヶ畑線
  - 51系統
    - 多賀大社前駅 - 多賀町役場前 - ダイニック前 - 清流の里前 - 大君ケ畑

  - 52系統
    - 多賀大社前駅 - 多賀町役場前 - びわ湖東部中核工業団地 - 清流の里前 - 大君ケ畑

備考
2019年3月末廃止。
- 萱原線
  - 61系統
    - 河瀬駅東口 - 河瀬口 - 北河瀬 - 国道河瀬 - 湖国バス彦根営業所 - 出町 - 尼子駅 - 尼子農協前 - 尼子 - 甲良町役場 - 横関 - 学校前（甲良町） - 金屋 - 養護学校前 - 正楽寺口 - 楢崎 - 富之尾大橋 - 富之尾 - 藤瀬 - 大滝小学校前 - 川相（） - 仏ケ後（） - 萱原

備考
2019年3月末、［富之尾 - 萱原］間を廃止。これに併せて、路線名を甲良線に改称。
系統番号がない路線
- 藤川線
  - 上野口 - ジョイいぶき  - 藤川 - 名神関ヶ原

備考
2009年3月廃止。当路線は岐阜県（不破郡関ケ原町）に乗り入れていた。
- 醒ヶ井養鱒場線
  - 米原駅西口 - 米原駅東口 - 米原高校口 - 米原高校 - （西番場） - 番場 - （童夢前） - 息郷小学校前 - 樋口 - 米原バスストップ - 醒ケ井駅 - 枝折口 - 坂口橋 - 上丹生 - 養鱒場

備考
2017年9月末、［番場 - 西番場、米原市地域福祉センター - 養鱒場］間を廃止。残存区間は米原工業団地線に改称された。
- 米原工業団地線
  - 米原駅西口 - 米原駅東口 - 米原高校口 - 米原高校 - 番場 - 米原工業団地口 - 米原市地域福祉センター

備考
2022年9月末をもって廃止。東レ・カーボンマジック前発着は残存したが、「米原駅西口」と「米原市地域福祉センター」の各停留所は廃止された。
- 木之本米原線
  - 米原駅西口 - 中多良 - 近江高等技術専門校 - 米原高校口 - （さくらが丘 → ）（岩脇 - ）多良口 - （坂田駅 - ） 宇賀野 - 碇 - 長沢御坊前 - （田村駅 - ） 田村 - 戌亥口 - 市立長浜病院 - 長浜北高校前 - 高田 - 長浜駅 - 高田 - 中山 - 北新町 - 虎姫南 - 国道虎姫 - 速水 - 国道八日市 - 宇根 - 日電高月工場 - 高月 - 高月支所前 - 廣瀬西口 - 木之本口 - 木之本バスターミナル - 湖北病院

備考
カッコ内の各停留所は［米原駅西口 - 湖北病院］間を運行する一部便のみ経由していた。
2022年9月末をもって、［米原駅西口 - 田村駅］間を廃止。残存区間は木之本田村線に改称された。
- 近江長岡線
  - 長浜駅 - 高田 - （市立長浜病院 - ）宮司北 - 七条西 - 七条 - 七条東 - 石田 - 伊吹高校 - 市場会議所 - グリーンドーム前 - グリーンパーク山東 - 三島池 - 加勢野 - 山東学びあいステーション（ - ルッチプラザ） - 米原市役所山東支所 - 近江長岡駅

備考
山東エリアで経路見直しを行ったため、2023年9月末をもって廃止。同改正で「グリーンパーク北」と「グリーンドーム前」の各停留所が廃止となった。
廃止路線に関して
- かつては河毛駅、尾上温泉、北近江リゾートなどへ運行する路線もあった。

## 受託路線

### 現在
- 高島市コミュニティバス - 今津地域、マキノ地域

### 過去
- 高月観音号（長浜市）[28]  - 2018年頃廃止
- 湖北コミュニティバス（こはくちょうバス、長浜市）[29]  - 2018年9月末廃止